# Tsace
株式会社TSACE（ティーエスエース）は、大阪市北区にある株式会社。
ミッションに「個の可能性にどこまでも挑む」、ビジョンに「本質を追求したソリューションを提供し続け、社会に笑顔の連鎖をもたらす企業に」を掲げ、医療機関・介護事業所・福祉施設に対して、主に人材紹介サービスを提供している企業である。
創業者は竹之下裕之

## 事業内容
- 介護・保育・栄養士・リハビリ・建設業界の人材紹介事業を展開

### 運営サイト
- 介護エース／介護職に特化した人材紹介サービス
- 保育士エース／保育士・幼稚園教諭に特化した人材紹介サービス
- 栄養士エース／管理栄養士・栄養士・調理師に特化した人材紹介サービス
- 建設エース／建設施工管理職に特化した人材紹介サービス
- PTOTSTエース／理学療法士・作業療法士・言語聴覚士に特化した人材紹介サービス

## 事業所
| 東京オフィス   | 〒105-0001 東京都港区虎ノ門2-6-1 虎ノ門ヒルズステーションタワー35階 TEL 03-6910-3227 / FAX 03-6910-3226           |
| 大阪オフィス   | 〒530-0001 大阪府大阪市北区梅田1-13-1 大阪梅田ツインタワーズ・サウス16階 TEL 06-6476-8634 / FAX 06-6476-8637      |
| 名古屋オフィス | 〒450-0002 愛知県名古屋市中村区名駅3丁目19-19-20 第2名古屋三交ビル8階 TEL 052-526-8360/Fax 052-526-8361           |
| 横浜オフィス   | 〒220-0012 神奈川県横浜市西区みなとみらい3丁目6−1 みなとみらいセンタービル8階 TEL 045-263-9802 / FAX 045-263-9803 |
| 大宮オフィス   | 〒330-0802 埼玉県さいたま市大宮区宮町1丁目114-1 ORE大宮ビル7階 TEL 048-662-9162（代表） / FAX 048-662-9163        |
| 札幌オフィス   | 〒060-0003 北海道札幌市中央区北3条西3丁目1-44 ヒューリックスクエア札幌8階 TEL 011-590-4760 / FAX 011-590-4761     |
| 仙台オフィス   | 〒980-8485 宮城県仙台市青葉区中央1-2-3 仙台マークワン19階 TEL 022-748-6890 / FAX 022-748-6893                     |
| 静岡オフィス   | 〒420-0852 静岡県静岡市葵区紺屋町17−1葵タワー 1階 TEL 054-686-5533                                                |
| 新潟オフィス   | 〒950-0087 新潟県新潟市中央区東大通2-5-1 カープ新潟ビル 10階 TEL 025-288-1775/ FAX 025-288-1776                   |
| 福岡オフィス   | 〒812-0011 福岡県福岡市博多区博多駅前4丁目2番20号博多駅前C-9ビル6F TEL 092-260-9583/ FAX 092-260-9584             |